# جشن خران
جشن خران (به انگلیسی: The Feast of the Ass) (Latin: Festum Asinorum or asinaria festa, French: Fête de l'âne) یک جشن مسیحی، قرون وسطایی در ۱۴ ژانویه، برای جشن گرفتن سفر به مصر بود. عمدتاً در فرانسه در نتیجه جشن احمق‌ها برای جشن گرفتن داستانهای مرتبط با خر در انجیل برگزار خصوصاً خری که خانواده مقدس را پس از تولد مسیح به مصر حمل کرد می‌شد.